# 15388 Coelum
15388 Coelum este un asteroid din centura principală de asteroizi.

## Descriere
15388 Coelum este un asteroid din centura principală de asteroizi. A fost descoperit pe 27 septembrie 1997 la Observatorul San Vittore din Bologna. Asteroidul prezintă o orbită caracterizată de o semiaxă mare de 2,39 ua, o excentricitate de 0,21 și o înclinație de 2,7° în raport cu ecliptica.